# Climatizer Plus

## A Climatizer Plus meghatározása
A Climatizer Plus a kanadai székhelyű Climatizer Insulation vállalat terméke, amellyel cellulózszigetelés végezhető el. Az építőanyagot 1977 óta gyártják Kanadában. Környezetbarát termék, amely javarészt újrahasznosított újságpapír felhasználásával készül. A gyártás során bór és foszfát keveredik a ledarált újságpapírhoz, ezáltal - a papír alapanyag ellenére - egy tűzálló anyag keletkezik, amely jó hőszigetelési és hangszigetelési értékekkel bír, gátolja a penész kialakulását a szigetelt helyen, valamint ellenáll a rágcsálóknak. 
A Climatizer Plus az alábbi tanúsítványokkal rendelkezik:
- ISO 9001
- ISO 14001
- OHSAS 18001
- ETA tanúsítvány
- B-s1, d0 besorolás (Nem gyullad meg, nem jár füst- és cseppképződéssel. Az OTSZ besorolás szerint a „Nem tűzveszélyes“ osztályba tartozik.)
- Natureplus
- ECOLOGO: Környezettudatos választás öko-címke

## A Climatizer Plus története
Toronto-Ontario környékén kezdték el a termék gyártását és alkalmazását. Az Amerikai Egyesült Államok és Kanada területén létezik olyan 70 évnél is öregebb épület, amelyeknél hasonló cellulóz szigetelést alkalmaztak. 1991-ben a kanadai cégtől megvásárolt licenc alapján megkezdte gyártását a csehországi, prágai székhelyű CIUR a.s vállalat, ezáltal Európában is egyre nagyobb teret hódít ez a szigetelési forma. Magyarországon 2014-ben a Naturvéd & Health Kft. kapta meg a kizárólagos magyarországi márkaimportőr jogot.